# Yanahuilca
Yanahuilca o llamado también con frecuencia Cerro Yanahuilca, así también indica la cartografía, es una montaña en los Andes centrales de Perú.

## Ubicación
Esta montaña se localiza al sur del distrito de Rapayán; al extremo este de la provincia de Huari en la Sierra Oriental del departamento de Áncash.

## Topografía
La montaña o "cerro" tiene una altitud de 4464 m s. n. m. lo que viene a ser el punto más alto del distrito mencionado. Sus flancos son muy empinados y abruptos por el este hacia el río Marañón y por el suroeste hacia la quebrada del Jauranga que es el afluente del río mencionado; por estos flancos está rodeado por el departamento de Huánuco. Su flanco oeste está delimitados por las quebradas Juenhuaragra y Higin, alimentados por lagunas homónimas respectivamente.

## Clima y meteorología
Por su altitud su clima es propio frígido, propio de la ecorregión puna. La temperatura promedio es de 8 °C; en el mes más cálido que es octubre la temperatura llega a 10 °C y en marzo cálido la mínima llega a 4 °C.
La precipitación media de lluvia es de 1213 mm por año. La máxima en marzo es de 195 mm y en agosto la mínima con 17 mm.